# Iso Hiislampi
Iso Hiislampi är en sjö i kommunen Ilomants i landskapet Norra Karelen i Finland. Sjön ligger 148,2 meter över havet. Den är 23 meter djup. Arean är 93 hektar och strandlinjen är 12,66 kilometer lång. Sjön  ingår i Vuoksens huvudavrinningsområde.   Den ligger omkring 64 kilometer öster om Joensuu och omkring 430 kilometer nordöst om Helsingfors. 